# New York Sportimes
Il New York Sportimes è una delle 11 squadre che competono nel World TeamTennis. La società ha sede a Mamaroneck, New York, e gioca le partite casalinghe allo Sportime Stadium. Partecipano al campionato dal 2000 e giocano nella Eastern Conference della WTT Pro League. La squadra fu fondata ed è co-posseduta da Patrick McEnroe. Gli Sportimes vinsero nel 2005 il World TeamTennis Championship, battendo i Newport Beach Breakers 21-18.

## Squadra attuale
- Dustin Taylor, allenatore
- John McEnroe
- Bethanie Mattek
- Brian Wilson
- Hana Šromová
- Jesse Witten
- Tetjana Lužans'ka